# (35173) 1993 TP9
1993 TP9 (asteroide 35173) é um asteroide da cintura principal. Possui uma excentricidade de 0.17841290 e uma inclinação de 5.38977º.
Este asteroide foi descoberto no dia 12 de outubro de 1993 por Spacewatch em Kitt Peak.